# James-Simon-Galerie
James-Simon-Galerie er et centralt beliggende besøgscenter og kunstgalleri mellem det genopførte Neues Museum og Kupfergraben-armen på Spree- floden på Museumsøen i Berlin. Galleriet er designet af arkitekten David Chipperfield og er opkaldt efter Henri James Simon (1851–1932), der bragte verdensomspændende berømmelse til Berlins Statsmuseer med sine overdådige donationer.
Som ensemblets sjette bygning, har galleriet en fremtrædende position på stedet for det tidligere Packhof tegnet af Karl Friedrich Schinkel, som blev revet ned i 1938, og dets design er inspireret af Museumsøens bygningshistorik. Chipperfields første design indeholdt almindelige terninger med et ydre af satinglas og stål, hvilket blev mødt af forskellige protester, som førte til en omfattende revision af designet i 2007. Designet af modtagelsesbygningen bestod af en stenkælder, indrammet af en moderne fortsættelse af Friedrich August Stülers kolonnader ved Alte Nationalgalerie.
Museet blev færdiggjort i juli 2019 og åbnede for offentligheden efter en åbningsceremoni den 13. juli 2019. Galleriet havde 26.000 besøgende på sin første åbningsdag. James-Simon-Galerie tog over ni år at bygge og kostede 134 millioner euro, næsten dobbelt så meget som det planlagte budget på 71 millioner euro.
I lighed med Louvre's pyramide, er bygningen designet til at modtage besøgende til øen, facilitere orientering og dirigere dem til udstillinger på Museumsøen. James-Simon-Galerie huser desuden et auditorium, et mediecenter, lokaler til midlertidige udstillinger, en boghandel, butikker, caféer og restauranter for hele Museumsøen.

## Eksterne links
- James Simon-Galerie på museumsinsel-berlin.de
- Billede